# 4-Stunden-Rennen von Hockenheim 1997

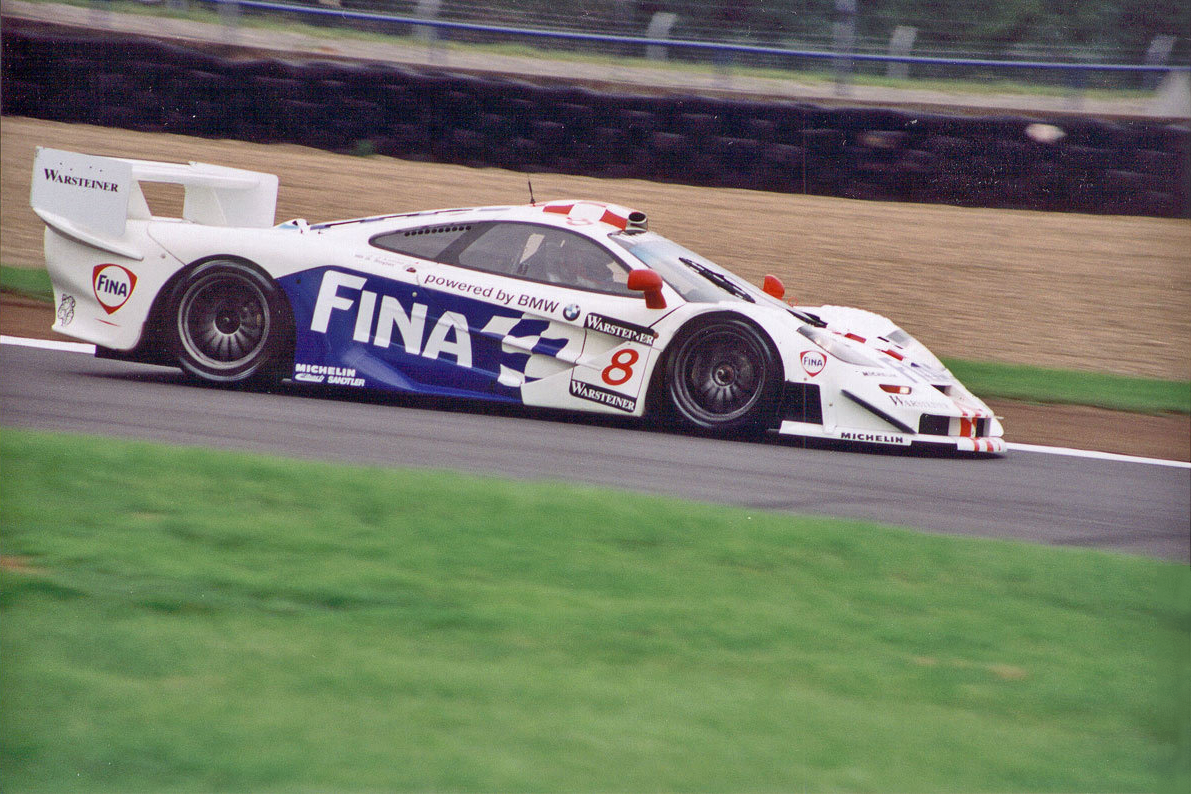
McLaren F1 GTR, Siegerwagen von JJ Lehto und Steve Soper, hier beim 4-Stunden-Rennen von Donington 1997

Das 4-Stunden-Rennen von Hockenheim 1997, auch FIA GT Championship Hockenheim 1997, fand am 13. April auf dem Hockenheimring Baden-Württemberg statt und war der erste Wertungslauf der FIA-GT-Meisterschaft dieses Jahres.

## Das Rennen
1994 gründeten Jürgen Barth, Patrick Peter und Stéphane Ratel eine Rennserie für GT-Rennwagen, die von 1994 bis 1996 als BPR Global GT Series ausgetragen wurde. 1997 fand das Championat mit der FIA-GT-Meisterschaft ihre Nachfolgeserie. BMW übernahm den von einem hauseigenen 6-Liter-V12-Motor angetriebenen McLaren F1 GTR in die eigene Rennabteilung und ließ den Wagen überarbeiten. Die Renneinsätze übernahm Schnitzer Motorsport. Einige Umbauten erhielt auch der Porsche 911 GT1, während der Mercedes-Benz CLK GTR eine Neukonstruktion war. In nur 128 Tagen hatten die Techniker von Mercedes-AMG das Fahrzeug renntauglich gemacht. Wobei es zu Beginn in Hockenheim Probleme mit der Vorderachse gab, das zum Aufschaukeln der Frontpartie führte. Dazu Merceces-Werksfahrer Bernd Schneider: „Unser größtes Problem mit dem Auto war das Aufschaukeln der Front. Das war auch ein großes Problem, als wir zum ersten Test nach Hockenheim kamen und zum ersten Mal über 300 km/h fuhren, um das Aufschaukeln in den Griff zu bekommen. Nannini kam aus dem Auto und sagte, er könne so nicht fahren. Und ich konnte die erste Kurve vor lauter Schaukeln nicht sehen!“
Im Qualifikationstraining war Bernd Schneider um 0,741 Sekunden als der zweitplatzierte McLaren von JJ Lehto und Steve Soper, fiel im Rennen aber nach einem Bremsdefekt aus. Auch der zweite Mercedes kam nach einem Anlasserdefekt nicht ins Ziel. Das Rennen gewann Lehto und Soper im Schnitzer-McLaren vor zwei weiteren F1 GTR. Den besten Porsche klassierten Hans-Joachim Stuck und Thierry Boutsen an der vierten Stelle der Gesamtwertung.

## Ergebnisse

### Schlussklassement
| 1               | GT1 | 8  | BMW Motorsport Schnitzer       | JJ Lehto Steve Soper                                   | McLaren F1 GTR          | 113 |
| 2               | GT1 | 3  | Gulf Team Davidoff             | Jean-Marc Gounon Pierre-Henri Raphanel                 | McLaren F1 GTR          | 113 |
| 3               | GT1 | 2  | Gulf Team Davidoff             | John Nielsen Thomas Bscher                             | McLaren F1 GTR          | 112 |
| 4               | GT1 | 6  | Porsche AG                     | Hans-Joachim Stuck Thierry Boutsen                     | Porsche 911 GT1         | 112 |
| 5               | GT1 | 16 | Roock Racing                   | Ralf Kelleners Yannick Dalmas                          | Porsche 911 GT1         | 111 |
| 6               | GT1 | 18 | Schübel Rennsport              | Pedro Lamy Bob Wollek                                  | Porsche 911 GT1         | 110 |
| 7               | GT1 | 22 | BMS Scuderia Italia            | Pierluigi Martini Christian Pescatori                  | Porsche 911 GT1         | 110 |
| 8               | GT1 | 21 | Kremer Racing                  | Christophe Bouchut Klaus Ludwig Carl Rosenblad         | Porsche 911 GT1         | 110 |
| 9               | GT1 | 17 | JB Racing                      | Emmanuel Collard Jürgen von Gartzen                    | Porsche 911 GT1         | 109 |
| 10              | GT2 | 51 | Viper Team Oreca               | Olivier Beretta Philippe Gache                         | Chrysler Viper GTS-R    | 105 |
| 11              | GT1 | 4  | David Price Racing             | Andy Wallace James Weaver                              | Panoz Esperante GTR-1   | 105 |
| 12              | GT2 | 52 | Viper Team Oreca               | Tommy Archer Justin Bell                               | Chrysler Viper GTS-R    | 104 |
| 13              | GT2 | 56 | Roock Racing                   | Claudia Hürtgen Bruno Eichmann Ni Amorim               | Porsche 911 GT2         | 104 |
| 14              | GT1 | 25 | BBA Compétition                | Jean-Luc Maury-Laribière Olivier Thévenin              | McLaren F1 GTR          | 104 |
| 15              | GT2 | 68 | Rennsport Italia               | Angelo Zadra Marco Brand Leonardo Maddalena            | Porsche 911 GT2         | 102 |
| 16              | GT1 | 19 | Martin Veyhle Racing           | Gerd Ruch Alexander Burgstaller Alexander Grau         | McLaren F1 GTR          | 102 |
| 17              | GT2 | 67 | Konrad Motorsport              | Michel Ligonnet Toni Seiler Marco Spinelli             | Porsche 911 GT2         | 101 |
| 18              | GT2 | 63 | Krauss Motorsport              | Bernhard Müller Michael Trunk                          | Porsche 911 GT2         | 101 |
| 19              | GT2 | 72 | Elf Haberthur Racing           | Jean-Claude Lagniez Guy Martinolle                     | Porsche 911 GT2         | 100 |
| 20              | GT2 | 64 | Kremer Racing                  | Tomás Saldaña Alfonso de Orléans                       | Porsche 911 GT2         | 100 |
| 21              | GT2 | 73 | Seikel Motorsport              | Ruggero Grassi Renato Mastropietro Fred Rosterg        | Porsche 911 GT2         | 99  |
| 22              | GT2 | 69 | Proton Competition             | Gerold Ried Ernst Gschwender Patrick Vuillaume         | Porsche 911 GT2         | 99  |
| 23              | GT2 | 58 | Estoril Racing Team            | Manuel Monteiro Michel Monteiro                        | Porsche 911 GT2         | 98  |
| 24              | GT2 | 62 | Stadler Motorsport             | Uwe Sick Denis Lay Axel Röhr                           | Porsche 911 GT2         | 98  |
| 25              | GT2 | 57 | Roock Racing                   | François Lafon Jean-Marc Smadja Stéphane Ortelli       | Porsche 911 GT2         | 96  |
| 26              | GT2 | 70 | Dellenbach Motorsport          | Rainer Bonnetsmüller Günther Blieninger Manfred Jurasz | Porsche 911 GT2         | 89  |
| Ausgefallen     |     |    |                                |                                                        |                         |     |
| 27              | GT1 | 10 | AMG-Mercedes                   | Alessandro Nannini Marcel Tiemann                      | Mercedes-Benz CLK GTR   | 89  |
| 28              | GT2 | 53 | Chamberlain Engineering        | Hans Hugenholtz Jari Nurminen                          | Chrysler Viper GTS-R    | 76  |
| 29              | GT2 | 66 | Konrad Motorsport              | Franz Konrad Philipp Peter Uwe Alzen                   | Porsche 911 GT2         | 75  |
| 30              | GT1 | 1  | Gulf Team Davidoff             | Ray Bellm Andrew Gilbert-Scott                         | McLaren F1 GTR          | 57  |
| 31              | GT2 | 60 | Marcos Racing International    | Toon van de Haterd Bert Ploeg                          | Marcos LM600            | 48  |
| 32              | GT1 | 13 | GT1 Lotus Racing Franck Muller | Fabien Giroix Jean-Denis Delétraz                      | Lotus Elise GT1         | 47  |
| 33              | GT1 | 32 | Graham Racing                  | Éric Graham David Velay                                | Venturi 600LM           | 44  |
| 34              | GT1 | 23 | GBF UK Ltd.                    | Luca Badoer Domenico Schiattarella Mauro Martini       | Lotus Elise GT1         | 42  |
| 35              | GT2 | 65 | RWS                            | Wolfgang Münster Raffaele Sangiuolo Luca Riccitelli    | Porsche 911 GT2         | 41  |
| 36              | GT1 | 20 | DAMS Panoz                     | Éric Bernard Franck Lagorce                            | Panoz Esperante GTR-1   | 39  |
| 37              | GT1 | 15 | GT1 Lotus Racing Franck Muller | Jérôme Policand Maurizio Sandro Sala                   | Lotus Elise GT1         | 37  |
| 38              | GT1 | 9  | BMW Schnitzer Motorsport       | Peter Kox Roberto Ravaglia                             | McLaren F1 GTR          | 29  |
| 39              | GT2 | 50 | Agusta Racing Team             | Riccardo Agusta Almo Coppelli                          | Callaway Corvette LM-GT | 27  |
| 40              | GT1 | 31 | Karl Augustin                  | Karl Augustin Horst Felbermayr Stefano Buttiero        | Porsche 911 GT1 Evo     | 24  |
| 41              | GT1 | 14 | GT1 Lotus Racing Franck Muller | Jan Lammers Mike Hezemans                              | Lotus Elise GT1         | 23  |
| 42              | GT2 | 59 | Marcos Racing International    | Cor Euser Harald Becker                                | Marcos LM600            | 23  |
| 43              | GT2 | 61 | Stadler Motorsport             | Enzo Calderari Lilian Bryner                           | Porsche 911 GT2         | 9   |
| 44              | GT1 | 11 | AMG-Mercedes                   | Bernd Schneider Alexander Wurz                         | Mercedes-Benz CLK GTR   | 5   |
| 45              | GT2 | 55 | Karl Augustin                  | Hans-Jörg Hofer Helmut Reis Wido Rössler               | Porsche 911 GT2         | 3   |
| Nicht gestartet |     |    |                                |                                                        |                         |     |
| 46              | GT1 | 5  | David Price Racing             | David Brabham Perry McCarthy                           | Panoz Esperante GTR-1   | 1   |
| 47              | GT2 | 71 | GT Racing Team                 | Luigino Pagotto Luca Drudi                             | Porsche 911 GT2         | 2   |

1 nicht gestartet
2 nicht gestartet

### Nur in der Meldeliste
Zu diesem Rennen sind keine weiteren Meldungen bekannt.

### Klassensieger
| Klasse | Fahrer          | Fahrer         | Fahrzeug             | Platzierung im Gesamtklassement |
| ------ | --------------- | -------------- | -------------------- | ------------------------------- |
| GT1    | JJ Lehto        | Steve Soper    | McLaren F1 GTR       | Gesamtsieg                      |
| GT2    | Olivier Beretta | Philippe Gache | Chrysler Viper GTS-R | Rang 10                         |

### Renndaten
- Gemeldet: 47
- Gestartet: 45
- Gewertet: 26
- Rennklassen: 2
- Zuschauer: 29.000
- Wetter am Rennwochenende: warm und trocken
- Streckenlänge: 6,823 km
- Fahrzeit des Siegerteams: 4:01:14,569 Stunden
- Runden des Siegerteams: 113
- Distanz des Siegerteams: 770,990 km
- Siegerschnitt: 192,000 km/h
- Pole Position: Bernd Schneider – Mercedes-Benz CLK GTR (#11) – 1:59,099 = 206,239 km/h
- Schnellste Rennrunde: JJ Lehto – McLaren F1 GTR (#8) – 2:01,711 = 201,812 km/h
- Rennserie: 1. Lauf zur FIA-GT-Meisterschaft 1997